# Robert Pudlich

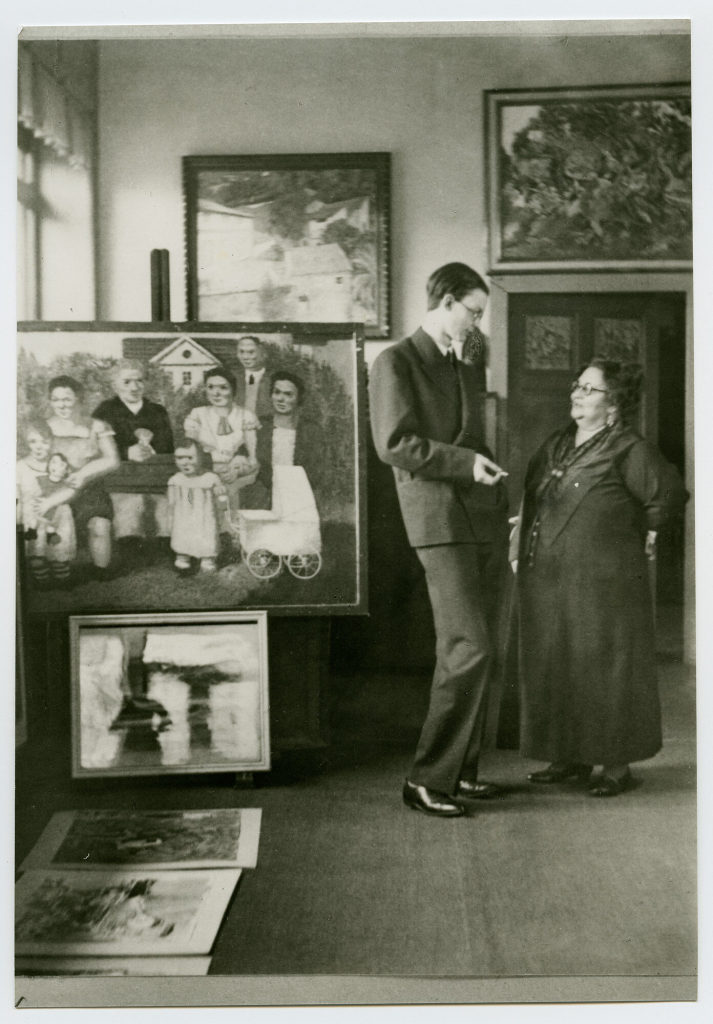
Galeristin Johanna Ey und Robert Pudlich (1920er Jahre)

Robert Pudlich (* 25. Januar 1905 in Dortmund; † 24. Oktober 1962 in Düsseldorf) war ein deutscher Grafiker, Maler, Illustrator und Bühnenbildner der Verschollenen Generation. Seine Kunst war von der Neuen Sachlichkeit geprägt.

## Leben und Werk
Von 1924 bis 1926 studierte Pudlich an der Kunstakademie Düsseldorf. Dort besuchte er die Klasse von Lothar von Kunowski. 1927 legte er das Zeichenoberlehrer-Examen ab. 1928 machte er eine Studienreise nach Südfrankreich. Im gleichen Jahr erhielt er den Großen Kunstpreis der Stadt Düsseldorf. Pudlich gehörte zum Umfeld der Kunsthändlerin Johanna Ey. Er war Mitglied der Rheinischen Sezession und des Deutschen Künstlerbundes. 1936 beteiligte er sich an der NS-Ausstellung Westfront in Essen. 1937 wurden Werke von ihm als Entartete Kunst eingestuft. Ab diesem Jahr erhielt er Einladungen zur International Exhibition of Paintings des Carnegie Institution for Science in Pittsburgh/Pennsylvania. 1939 ehrte ihn die Stadt Düsseldorf für sein Bild Dame in Blau mit dem Cornelius-Preis. Von 1942 bis 1946 wohnte Pudlich auf dem Schloss Libermé in Kettenis bei Eupen. Auf das Angehörigen der Witwe von Edwin Suermondt gehörende Wasserschloss war er durch Vermittlung des Düsseldorfer Galeristen Alex Vömel, seit 1927 Ehemann der Suermondt-Witwe, gekommen. Auch Helmut Weitz lebte dort in der Inneren Emigration. Im Tausch gegen Brennmaterial und Lebensmittel gaben beide dem späteren Maler Adolf Christmann ersten Zeichenunterricht.
Pudlich konnte auch in der Zeit des Nationalsozialismus bisweilen publiziert werden, z. B. 1942 durch Staackmann in Leipzig. 1943 und 1944 war er auf der Großen Deutschen Kunstausstellung in München vertreten. Von seinen 1943 ausgestellten fünf Arbeiten erwarb Goebbels das Aquarell „Am Gardasee“ für 500 RM. 1944 zeigte er zwei Arbeiten, von denen Martin Bormann die Farblithografie „Knabe mit Gewehr“ für 120 RM kaufte.
Nach dem Zweiten Weltkrieg entwarf Pudlich ab 1947 Bühnenbilder und Kostüme zu Inszenierungen von Gustaf Gründgens in Düsseldorf und Hamburg sowie für die Städtische Oper Berlin. In dieser Zeit schuf er eine Reihe von monumentalen Wandmalereien, etwa für das Opernhaus Düsseldorf. 1951 wurde er zum Juror der Kunstausstellung Eisen und Stahl berufen. 1955 übernahm er eine Professur an der Kunstakademie Düsseldorf. Nach kurzer Krankheit verstarb er in Düsseldorf.
Das Grab von Robert Pudlich befindet sich auf dem Düsseldorfer Nordfriedhof.

## Ausstellungen

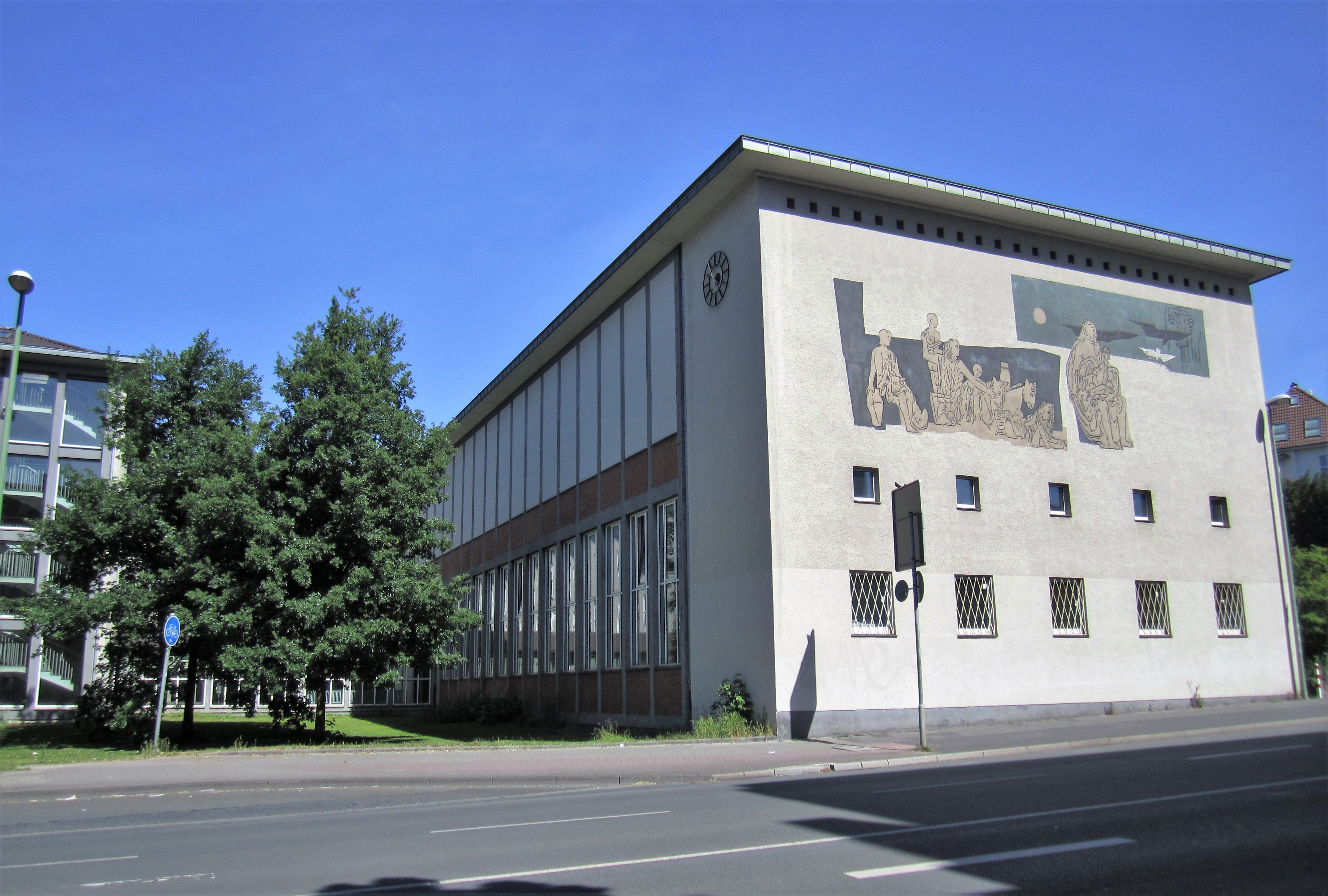
Sgraffito mit Mosaikeinlage von Robert Pudlich

- Robert Pudlich: Bilder, Aquarelle und Zeichnungen; Gerhard Marcks, Zoltan Székessy: Plastik und Zeichnungen: 36. Ausstellung (bei Karl Buchholz in Berlin)